# Donna Shalala
Donna Edna Shalala (Cleveland, 14 febbraio 1941) è una politica statunitense, membro della Camera dei Rappresentanti per lo stato della Florida dal 2019 al 2021 e in precedenza Segretario della Salute e dei Servizi Umani degli Stati Uniti nell'amministrazione Clinton nonché presidente dell'Università di Miami.

## Biografia
Figlia di genitori di origini libanesi, Donna Shalala nacque nell'Ohio. Sua madre Edna si laureò in giurisprudenza all'età di quarantuno anni e lavorò come avvocato fino all'età di novantuno anni. La famiglia, che comprendeva anche il padre e la sorella gemella di Donna, Diane, affrontò le conseguenze di un tornado che distrusse il loro quartiere a Cleveland. Subito dopo il college, Donna prestò servizio volontario in Iran con i Peace Corps e successivamente conseguì un dottorato di ricerca presso l'Università di Syracuse.
Lavorò come docente di scienze politiche presso l'Università della Città di New York e la Columbia University; rivestì inoltre un ruolo da assistente all'interno del Dipartimento della casa e dello sviluppo urbano degli Stati Uniti d'America durante l'amministrazione Carter. Dal 1980 al 1988 fu rettore dell'Hunter College e successivamente rivestì lo stesso incarico per l'Università del Wisconsin-Madison fino al 1993. La Shalala fu la prima donna rettore di un ateneo della Big Ten Conference nonché la seconda donna rettore di un'università di ricerca negli Stati Uniti. Fu inoltre presidente del Children's Defense Fund, succedendo all'amica Hillary Clinton.
Nel 1993 il Presidente Bill Clinton la scelse per occupare la carica di Segretario della Salute e dei Servizi Umani. Per le sue posizioni molto liberali fu definita dal Washington Post come "una dei membri più controversi del Gabinetto Clinton". La Shalala fu la prima persona di origini arabe ad essere nominata in un gabinetto presidenziale. Durante il suo servizio, fu particolarmente impegnata nella riforma del sistema sanitario voluta da Hillary. Nel 1996 fu il sopravvissuto designato durante il discorso sullo stato dell'Unione. Donna Shalala prestò servizio fino al termine dell'amministrazione Clinton, per entrambi i mandati, divenendo il più longevo Segretario della Salute e dei Servizi Umani.
Al termine dell'esperienza ministeriale, la Shalala tornò ad operare nel campo accademico e nel 2001 fu nominata rettore dell'Università di Miami. Lasciò il posto dopo quattordici anni, nel 2015, accettando il posto di amministratore delegato della Clinton Foundation, ma continuò a collaborare come docente part-time con l'Università finché nel 2017 decise di lasciare la fondazione per tornare ad insegnare a tempo pieno. Subì un ictus dal quale si riprese completamente.
Nel 2018 la Shalala si candidò alla Camera dei Rappresentanti per il seggio lasciato dalla deputata repubblicana Ileana Ros-Lehtinen. Nel corso della campagna elettorale la Shalala cercò di dipingere l'avversaria repubblicana Maria Elvira Salazar come una candidata vicina alle posizioni di Donald Trump, particolarmente impopolare presso l'elettorato del distretto, ma la competizione si rivelò più difficile del previsto nonostante la Shalala godesse di grande notorietà. Al termine della campagna tuttavia la Shalala riuscì ad affermarsi sulla rivale e, all'età di settantasette anni, divenne la seconda persona più anziana ad essere eletta deputata per la prima volta.
Due anni dopo, la Salazar annunciò la propria intenzione di candidarsi nuovamente per il seggio ed ottenne l'appoggio pubblico di Trump. Questa volta la Shalala risultò sconfitta dalla Salazar con un margine di appena diecimila voti, in quella che rappresentò una sorpresa elettorale.
Donna Shalala ha ricevuto numerosi riconoscimenti e onorificenze. Nel 2008 il Presidente Bush la insignì con la Medaglia presidenziale della libertà e nel 2011 fu inserita nella National Women's Hall of Fame.